# أنجيلا فون نيومان
أنجيلا فون نيومان (بالإنجليزية: Angela von Neumann)‏ هي رسامة أمريكية، ولدت في 1928 في ميلواكي في الولايات المتحدة، وتوفيت في 29 يناير 2010 في ميورقة في إسبانيا.